# Equació de Zoomeron
En matemàtiques, l'equació de Zoomeron és l'equació diferencial parcial següent:
{\displaystyle \left({\cfrac {\partial ^{2}}{\partial t^{2}}}-{\cfrac {\partial ^{2}}{\partial x^{2}}}\right)\left({\cfrac {u_{xy}}{u}}\right)+2\left(u^{2}\right)_{xt}=0}
També es pot trobar aquesta equació anotada com:
{\displaystyle \left({\cfrac {u_{xy}}{u}}\right)_{tt}-\left({\cfrac {u_{xy}}{u}}\right)_{xx}-2\left(u^{2}\right)_{xt}=0}
Es tracta d'una equació d'evolució incògnita que va ser introduïda per F. Calogero i A. Degasperis. El terme {\displaystyle u(x,y,t)} és l'amplitud d'un mode rellevant d'ona. S'ha fet poca recerca al voltant d'aquesta equació.